# André Sogliuzzo
André Sogliuzzo (ur. 10 sierpnia 1966 w Nowym Jorku) – amerykański aktor głosowy.

## Role głosowe[1]

### Filmy animowane
- 2004: Ekspres polarny jako Smokey i Steamer
- 2009: Transformers: Zemsta upadłych jako Sideswipe
- 2010: Krasnoludki i trolle jako Fassa; Psy i koty: Odwet Kitty jako K-9
- 2011: Sezon na misia 3 jako McSquizzy
- 2014: Achmed Saves America jako Carlos i Hassan
- 2015: Liga Sprawiedliwości: Bogowie i potwory jako policjant; Yellowbird jako gryzoń, myśliwy, tukan i wiewiórka
- 2019: LEGO DC: Batman – Grunt to rodzinka jako Riddler
- 2021: Tom i Jerry jako Jerry

### Filmy krótkometrażowe
- 2012: Bravest Warriors jako Chamsy, kierowca autobusu, Hobo, właściciel sklepu
- 2018: Someplace Awesome jako Oracle i Paul

### Gry
- 2000: Spyro: Year of the Dragon jako Arturo, Frederico, Gus, Magnifico, Marvello, Randini, Sparx i Zamboni
- 2002: Command & Conquer: Renegade jako strzelec; Final Fantasy X jako Zuke; Spyro: Enter the Dragonfly jako Akira, Alex, Amie, Atsumi, Bubbles, Cedric, Charlotte, Clinder, Cloudy, Clubtail, Coppertop, Cub, Cueburt, Daisy, Damsel, Dancer, Dawn, Dill, Doompa, Duckweed, Fiona, Flavie, Fluffy, Foamy, Gaku, Gary, Goose, Gori, Grayson, Holly, Homer, Howie, Iceboy, Jason, Jdubs, Jean Marc, Jeet, Jewelwing, Jingles, John, Jordan, Kenichi, Krishnamurti, Laurent, Lily, Margaret, Marta, Martin, Masa, Maverick, Micky, Mitch, Mitnick, Moony, Morpheus, Neo, Plato, Pliskin, Racket, Rashomon, Rhett/Karen, Rick, Rickshaw, Roxie, Russelltim, Saji, Sandra, Savino, Scarlett, Scuttlebutt, Shadow, Shellac, Socrates, Sparx, Spirit Fragon, Steffi, Suzuki, Sylvia, Taka, Takehiro, Tashistation, Tetsu, Terral, Tim, Toons, Tweedle, Wonky, Yojimbo, Young i Zwan; Star Wars: The Clone Wars jako Cydon Prax i szturmowiec
- 2003: Crash Nitro Kart jako Norm i Zem; Crimson Skies: High Road to Revenge jako Wally Bagadonuts Spawn: Armageddon jako Mammon; Star Wars: Knights of the Old Republic jako Nathaniel Payne, mieszkaniec i ocalały; The Hobbit jako Bard
- 2004: Call of Duty: United Offensive jako szeregowy Goldberg; Shrek 2 jako bandyci, Kot w butach, Robin Hood, niedźwiedź i troll; Shrek 2 Activity Center: Twisted Fairy Tale Fun jako Kot w butach; Tales of Symphonia jako Forcystus; The Polar Express jako Smokey i Steamer
- 2005: Destroy All Humans! jako prezydent Huffman i rolnik; Fantastic Tour jako Diablo; Madagaskar jako nietoperz, marynarz, pijany włóczęga i rowerzysta; Need for Speed: Most Wanted jako Rog; Project Snowblind jako pułkownik Nathan Frost; Psychonauts jako Fred i Napoleon Bonaparte; Ratchet: Gladiator jako Ace Hardlight; Shrek SuperSlam jako Kot w butach i Robin Hood; Shrek: Totally Tangled Tales jako Kot w butach; Spyro: A Hero's Tail jako Sparx; Tak: The Great Juju Challenge jako Bartog
- 2006: Avatar: The Last Airbender jako Bumi; Dreamfall: The Longest Journey jako niewidomy Bob; Scarface: Człowiek z blizną jako Tony Montana; Shrek Smash n' Crash Racing jako Kot w butach i Lord Farquaad
- 2007: Avatar: The Last Airbender - The Burning Earth jako Bumi i Kuei; Brave: The Search for Spirit Dancer jako Hooded Crow, Eagle Spirit i wieśniacy; Disney Princess: Enchanted Journey jako Doc; Shrek 3 jako Kot w butach, kapitan Jock, pirat i złe drzewo; Shrek n' Roll jako Kot w butach i złe drzewo
- 2008: Avatar: The Last Airbender – Into the Inferno jako Hakoda; Shrek's Carnival Craze jako Kot w butach i Robin Hood
- 2009: Brütal Legend jako Ratgut; Eat Lead: The Return of Matt Hazard jako kapitan Carpenter i programista; Night at the Museum: Battle of the Smithsonian jako Al Capone, Benjamin Franklin i egipski włócznik; The Saboteur jako Luc Gaudin i Jules
- 2010: Alpha Protocol jako Sean Darcy; Clash of the Titans jako Draco, Ozal, rybacy i duchy; Final Fantasy XIII jako Bartholomew Estheim; Kingdom Hearts: Birth by Sleep jako Doc i patrol; Legendy sowiego królestwa: Strażnicy Ga'Hoole jako Allomere, Mafia II jako Carlo Falcone i Luca Gurino; Shrek Forever After jako Kot w butach
- 2011: Auta 2 jako Max Schnell; Battlefield 3 jako Dimitrij Majakowski; Captain America: Super Soldier jako Arnim Cola; Knights Contract jako Heinrich Hofmann; Kot w butach jako Kot w butach; Kung fu Panda 2 jako Xiao Dan; Rango jako Wounded Bird; The Elder Scrolls V: Skyrim jako Dro'marash, J'darr, J'datharr, J'kier, J'zargo, Kesh Nieskalany, Khajiit, Kharjo, M'aiq the Liar, Ma'dran, Ma'jhad, Ma'randru-jo, Ra'jirr, Ra'kheran, Risaad i Vasha; X-Men: Destiny jako Colossus i Luis Reyes
- 2012: Darksiders II jako Karn i Mad Smith; The Darkness II jako Frank
- 2013: Dead Island Riptide jako Dr. Kessler; The Smurfs 2: The Video Game jako Gargamel
- 2014: Cars: Fast as Lightning jako Max Schnell; Teenage Mutant Ninja Turtles jako Slash; Teenage Mutant Ninja Turtles: Brothers Unite jako Bebop, członek gangu Fioletowych Smoków i Leatherhead; The Legend of Korra jako blokujący chi, członek triady i mag
- 2015: Kung Fu Panda: Showdown of Legendary Legends jako Shen; Lego Dimensionsjako burmistrz Munchkin, strach na wróble i Vigo; Pocket Shrek jako Kot w butach; Transformers: Devastation jako poszukiwacz, Scavenger i Thundercracker
- 2018: Spyro Reignited Trilogy jako Sparx
- 2019: Crash Team Racing Nitro-Fueled jako Big Norm, Real Velo, Sparx, cesarz Velo XXVII i Zem; Metro Exodus jako Baron; Rage 2 jako atakujący; Sekiro: Shadows Die Twice jako Isshin Ashina
- 2020: Final Fantasy VII Remake jako Wymer; Star Wars: Squadrons jako pilot TIE fightera
- 2021: Back 4 Blood jako Jim; The Artful Escape jako dowódca placówki, Romy i zwiadowca
- 2022: Star Ocean: The Divine Force jako Vahnel Thoran; Tactics Ogre: Reborn jako Mirdyn Walkorn
- 2023: Diablo IV jako kreatury; Mike Mignola's Hellboy Web of Wyrd jako Altman, niewierny król i profesor Trevor Bruttenholm
- 2024: Indiana Jones i Wielki Krąg jako Ernesto; Persona 3 Reload jako Bunkichi Kitamura

### Programy telewizyjne
- 1998: Zapasy na śmierć i życie jako Al Pacino, Billy Crystal, Bono, Paul Hogan, Boy George, Dennis Miller, Donny Osmond, Eric Roberts, Fabio, Ghandi, Jennifer Peterson, Martin Scorsese, Michael Jackson, Moses, Oliver Stone, faraon, Robin Williams, głos z telefonu, Whoopi Goldberg, Siegfried
- 1999: Chojrak – tchórzliwy pies jako Schwick
- 2000: Harvey Birdman, Attorney at Law jako Avenger, Dynomutt, papież i współpracownik; Przygody Jackie Chana jako Hsi Wu
- 2001: Invader Zim jako hrabia Cocofang, Dad Grout, kierownik zmiany, Poop Dawg, oficer Squidman, spiker wideo i głosy z telewizji; Liga Sprawiedliwych jako oficer SWAT; Samuraj Jack jako kierowca taksówki i Stitches
- 2002: Whatever Happened to Robot Jones? jako Nuts i Stephen
- 2003: Gwiezdne wojny: Wojny klonów jako droidy bojowe, Fordo, kapitan Typho, klon pilota, komandor Cody, szturmowcy i żołnierze ARC; Stuart Malutki jako Monty
- 2004: Batman jako Duncan; Brenda i pan Whiskers jako Gaspar Le Gecko; Klub Winx jako dworzanin, Król Radius i magiczne lustro
- 2005: Amerykański tata jako George Clooney, Ślepy Jimmy, Dill Sheppard i Duży Monty; Awatar: Legenda Aanga jako Bumi, kapitan Dai Li, Hakoda i mag ziemi
- 2008: Ben & Izzy jako administratorzy; Random! Cartoons jako Yaki i sędzia konkursu
- 2009: The Cleveland Show jako Robert Redford; Wolverine and the X-Men jako Arclight
- 2010: G.I. Joe: Renegaci jako Major Bludd i kierownik sklepu
- 2011: Kung Fu Panda: Legenda o niezwykłości jako Tai Lung
- 2013: Avengers: Zjednoczeni jako Igor Drenkov
- 2014: Star Wars: Rebelianci jako Slavin i szturmowiec
- 2015: Henio Dzióbek jako Jean Luc, robak i stara roślina; Przygody Kota w butach jako mieszkaniec Roger, San Lorenzo, Trolbard i złodzieje[2]; Transformers: Robots in Disguise jako Clawtrap
- 2018: Gwiezdne wojny: najlepsi z najlepszych jako Cassian Andor, handlarz na targu i Vendor
- 2019: Miłość, śmierć i roboty jako Pearly
- 2020: Sowi dom jako Piniet
- 2023: Moje przygody z Supermanem jako Monseiur Mallah[3] i Atrium Guard
- 2024: Sausage Party: Żarciotopia jako Chris Bologna, Melon Gibson i Dumpling